# SN 2004dj
SN 2004dj – supernowa w galaktyce NGC 2403, w chwili odkrycia najjaśniejsza od czasu SN 1987A.
Odkrył ją japoński astronom Koichi Itagaki 31 lipca 2004 roku, około godziny 18:15. W chwili odkrycia jej jasność obserwowana wynosiła 11,2m. Była widoczna jeszcze przez osiem miesięcy.
Najprawdopodobniej przodkiem SN 2004dj była gwiazda ok. 15 razy bardziej masywna od Słońca z gromady Sandage 96. Do wybuchu doszło ok. 14 mln lat od jej powstania.
SN 2004dj jest trzecim zarejestrowanym przypadkiem supernowej w galaktyce NGC 2403.